# Idan Raichel

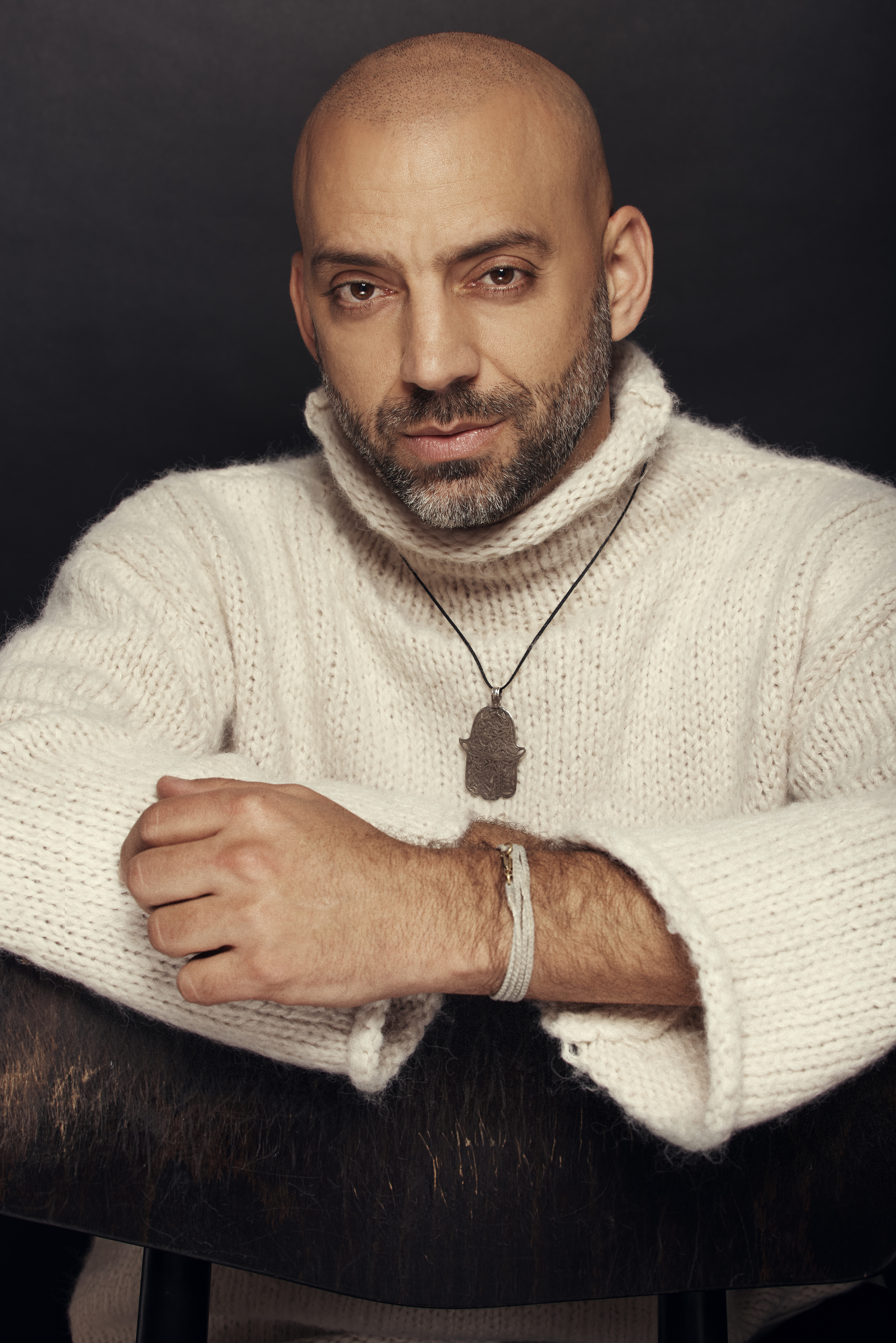
Idan Raichel, 2024

Idan Raichel (hebräisch עידן רייכל, ʔiˈdan ˈʁaiχel; * 12. September 1977 in Kfar Saba, Israel) ist ein israelischer Texter, Komponist und Musiker. Bekannt ist er für das Idan Raichel Project (hebräisch הפרוייקט של עידן רייכל), das elektronische Musik mit traditionellen hebräischen Texten sowie nahöstlicher und äthiopischer Musik verschmilzt. Vor Beginn des Projektes war Raichel Keyboarder und arbeitete mit Künstlern wie Ivri Lider.

## Leben
Idan Raichel ist Enkel einer Berlinerin und auch polnisch-russischer Abstammung. Mit neun Jahren begann er, Akkordeon zu spielen. Er ließ seine Haare lang wachsen, spielte Gypsy-Jazz und Tango. In der Schule lernte er, Jazz-Piano zu spielen.
Raichel diente bei den israelischen Streitkräften. Nach seinem Militärdienst wurde Raichel Berater in einem Internat für Einwanderer, das von vielen jungen äthiopischen Juden besucht wurde. Raichel begann äthiopische Bars und Clubs in Tel Aviv zu besuchen. Im April 2007 reiste er mit Save A Child’s Heart nach Ruanda und Äthiopien.
Im Januar 2014 löste Raichel durch Äußerungen zur Folterpraxis in Israel kontroverse Reaktionen aus. Raichel erklärte zudem, dass er mit seinem künstlerischen Wirken auch für den Staat Israel eintrete.
Besondere Beachtung in Deutschland fand die Darbietung des Barocklieds In stiller Nacht am 11. September 2014 in der Synagoge Rykestraße in Berlin anlässlich der Jüdischen Kulturtage 2014 und im Jahr 2016 in einer spontanen Interpretation mit dem deutschen Countertenor Andreas Scholl und dessen Ehefrau, der Cembalo-Spielerin Tamar Halperin.
Im Mai 2019 trat er mit dem 24-köpfigen Idan Raichel Project beim Finale des Eurovision Song Contest in Tel Aviv mit dem Lied Bo’i auf. Größere internationale Beachtung erlangte Raichel ebenfalls im Jahr 2019, als für den Netflix-Film The Red Sea Diving Resort sein im Jahr 2005 erschienenes Lied Mi'Ma'amakim (Text nach Psalm 130) ausgewählt wurde, das im Abspann des Films zu hören ist.
Im Februar 2020 initiierte der deutsch-israelische Rechtsanwalt Norman Nathan Gelbart eine Deutschland-Tournee unter dem Programmnamen „Piano-Songs“ mit drei Solo-Konzerten von Raichel in Berlin, München und Frankfurt am Main.
Am 30. Mai 2021 verlieh ihm die Bar-Ilan-Universität die Ehrendoktorwürde.

## Musikstil
Der Stil Raichels wird vom Nahen Osten geprägt, stützt sich aber auch auf lateinamerikanische und afrikanische Musik. Die Mehrzahl seiner Lieder sind auf Hebräisch, manche sind auch auf Amharisch. Die Lieder werden sowohl von männlichen wie auch weiblichen Stimmen gesungen. Die traditionellen Melodien werden mit moderner Musik verbunden.

## Diskografie

### Alben
- 2002: The Idan Raichel Project
- 2005: Mi'ma'amakim
- 2008: Within My Walls
- 2012: The Tel Aviv Session (als The Touré-Raichel Collective)
- 2013: Quarter to Six
- 2014: The Paris Session (als The Touré-Raichel Collective)
- 2015: At the Edge of the Beginning
- 2019: And If You Will Come to Me
- 2024: מגדל של אור

### Live-Alben
- 2011: Traveling Home
- 2017: Piano – Songs
- 2021: The Idan Raichel Symphonic Project (Live In Buenos Aires)

### Kompilationen
- 2006: The Idan Raichel Project

### Singles (Auswahl)
| - 2002: בואי (גרסה מלאה) - 2002: אם תלך - 2002: הנך יפה - 2002: מדברים בשקט - 2002: שושנים עצובות - 2005: ממעמקים / Mi'ma'amakim - 2005: שובי אל ביתי - 2005: יש בי עוד כח - 2005: מילים יפות מאלה - 2005: מכל האהבות - 2008: Todas Las Palabras (mit Marta Gómez) - 2008: שאריות של החיים (mit Amir Dadon) - 2008: מי נהר (mit Anat Ben Hamo) - 2008: רוב השעות (mit Ilan Damti) - 2008: הכול עובר - 2010: קוצים (mit Aviv Geffen) - 2012: Azawade - 2013: Yored Ha'Erev - 2013: Achshav Karov (mit Tamir Nachshon) - 2013: Ba'Layla (mit Idan Rafael Haviv) - 2013: Sabe Dues (mit Ana Moura) - 2013: Mon Amour (mit Vieux Farka Touré) - 2013: Chaim Pshutim (mit Amir Dadon) - 2013: Be'Karov (mit Shai Tsabari) | - 2015: לחכות - 2016: Erotevmenos (mit Nikos Vertis) - 2017: Closer Now (mit Danay Suárez) - 2017: Ahava Ka'zo / A Love Like This (mit Zehava Ben) - 2017: Che sia buona vita (mit Ornella Vanoni & Paolo Fresu) - 2018: Ve'eem Tavo'ee Elay / And If You Will Come to Me - 2018: Beresheet / In the Beginning - 2018: Lama Ze Magi'a Lanu / Why Do We Deserve It (mit Berry Sakharof) - 2018: At Lo Nish'eret Levad / You Are Not Left On Your Own - 2018: במדבר שלי בלב (mit Guy & Yahel) - 2018: Po Co (mit Kayah) - 2019: Galgal Mistovev / Spinning Wheel - 2019: Achshav Nish'arnu Shney'nu / Now There Are Only The Two Of Us - 2019: Katoov Mi'lemala / Written From Above - 2020: Passer (mit Amir) - 2020: איזה יום טוב / Eizeh Yom Tov (mit Nasrin Kadri) - 2020: למה ככה עצובה / Lama Kacha Atzuva (mit Stav Beger) - 2020: מכל הכוכבים בלילה / Mikol Ha'kochavim Ba'layla (mit Eyal Golan) - 2021: מתגעגעת אותך / Mitga'aga'at Ot'cha (mit Eden Ben Zaken) - 2021: ככה מיום ליום / Kacha Mi'Yom Le'Yom - 2021: להאמין (mit Doli & Penn) - 2021: Even Al Even / Rega Shel Osher - 2023: אין לך דאגות / Ein Lach De'agot - 2023: תחזור / Tachzor (mit Roni Dalumi) |